# Jeremy Irons
Jeremy Irons (Cowes, Wight-sziget, Anglia, 1948. szeptember 19. –) Oscar- és Golden Globe-díjas angol színházi, film- és televíziós színész.
Karakteres hangja több dokumentumfilmben és rajzfilmben hallható, de hangoskönyvek narrátoraként is ismert.

## Fiatalkora
Irons az Anglia déli partjai mellett található Wight-szigeten született 1948-ban. A Shernborne-i magán fiúiskolában tanult 14 és 18 kora között. Tagja volt a négytagú Four Pillars of Wisdom ("A bölcsesség négy pillére") nevű fiúbandának, amelyben dobosként és harmonikásként lépett fel. Egy komédiás-duó tagjaként ünnepségeken, rendezvényeken szórakoztatta társait.

## Pályafutása

### Kezdeti színpadi szerepek
Két éven keresztül tanult a bristoli Bristol Old Vic Theatre School színiiskolában, ahol csatlakozott az állandó színtársulathoz. Később aktív szerepet vállalt az iskola adománygyűjtési felhívásainak szervezéseiben (elnökként).
Londonba költözése után színházakban kapott állást. 1971-ben szerepelt a Godspell című musicalben, majd később a Wyndham's Theatre nevű színházban kapott állást.

### Debütálás a televízióban
Az 1970-es években indult be televíziós karrierje. Szerepelt többek között a Play Away című gyermekműsorban, valamint az 1974-ben bemutatott a Notorious Woman, valamint a The Pallisers című BBC-sorozatokban. Előbbiben Liszt Ferencet alakította.
Két egymás utáni alkalommal is könyvadaptációkban lépett fel; az 1977-ben bemutatott, a Herbert Ernest Bates regényéből készült 13 részes Love for Lydiában, valamint az 1978-as Aidan Higgins-adaptációban, a Langrishe, Go Downban.
Átütő sikert szintén egy újabb regényadaptációval ért el, az Evelyn Waugh regényén alapuló, 1981-ben bemutatott Az utolsó látogatás című minisorozattal. A főszereplő, Charles Ryder szerepében nemzetközi figyelmet nyert, Golden Globe és Emmy jelölést is kapott. 1981-ben szerepelt először mozifilmben, Meryl Streeppel, A francia hadnagy szeretőjében. 1986-ban Robert De Niróval volt látható, A misszióban (1986), amiért Golden Globe-díjra jelölték a legjobb drámai színész kategóriában. David Cronenberg Két test, egy lélekben levő munkájáért (1988) elnyerte a New York-i Filmkritikusok Egyesülete legjobb színész díját.
Az 1990-es évek elején kedvezően alakult a karrierje: A szerencse forgandó (1990) című filmben nyújtott alakításával – melyben partnernője Glenn Close volt – Oscar- és Golden Globe-díjat, valamint számos filmkritikusi díjat magáénak tudhatott. Az 1992-ben bemutatott Lápvilágban felesége, Sinéad Cusack oldalán tűnt fel. Fiával, Samuel Irons-szal és apósával, Cyril Cusackkel is játszott már együtt a Danny, a világbajnok című tévéfilmben (1989). Azóta jobbnál jobb szerepeket vállalt: A Végzetben (1992) fia barátnőjét elcsábító apát játszik, a Die Hard sorozat harmadik részében negatív karakterben is kipróbálhatta magát. 1996-ban, a Lopott szépségben (1996), Alex Parrish-t, a leukémiás írót, majd a Lolitában (1997) Humpert Humpert-et alakítja, aki vonzódik egy 12 éves lányhoz, Lolitához. A vasálarcosban (1998) Aramis volt, a négy testőr egyike.
Az új évezredben visszatért a tv-filmekhez: A hosszúsági fok (2000), Az utolsó hívás (2002), Elizabeth (2005). Ezek közül a legsikeresebb számára az Elizabeth volt, amiért megkapta az Emmy-díjat és a Golden Globe-díjat. 2009-ben Steve Martinnal és Jean Renóval volt látható A rózsaszín párduc 2-ben.
Legutóbbi produkciója a részben Magyarországon forgatott Borgiák című mini-sorozat, melyben az egyik címszereplőt, VI. Sándor pápát alakítja. A második évad forgatása 2011 szeptemberében kezdődött Etyeken.
A BBC Shakespeare-sorozatában IV. Henriket alakította 2012-ben.

## Magánélete
1969-ben vette feleségül Julie Hallamot, akitől még ugyanabban az évben el is vált. 1978-ban újranősült; második felesége az ír származású színésznő, Sinéad Cusack, Cyril Cusack színész egyik leánya. A párnak két gyermeke született, Samuel James (1978. szeptember 16.) és Maximilian (Max) Paul (1985. október 17.). Szüleihez hasonlóan Max is a színészi karriert választotta, míg Samuel – bár néhány filmben feltűnt apja mellett – fényképész lett.
Felesége révén több híres rokonra szert tett: sógornői Sorcha Cusack, Niamh Cusack és Catherine Cusack színésznők, mostohafia pedig Richard Boyd Barrett ír munkáspárti politikus, Sinéad Cusack első fia.
1998-ban feleségével megvásárolták a Kilcoe kastélyt, amelynek felújítására aztán rengeteg pénzt költöttek.

## Érdekességek
- Az 1984-es „The Real Thing”-ért Tony-díjat nyert.
- Remekül lovagol és síel. Utál főzni, de szeret kertészkedni és imádja a természet szépségét.
- 1995. június 1-jén megbírságolták 225 USD-re és három évre felfüggesztették a motorkerékpár-vezetői engedélyét, mert motorjával 156 km/h-val hajtott.
- Két olyan filmje is van, ahol az általa alakított karakter család- és keresztneve megegyezik: a Lolita (Humbert Humbert) és a And Now… Ladies and Gentlemen) (Valentin Valentin).
- 1996-ban a tizenegyedik előadóművész lett, aki megnyerte a Triple Crown-t: Tony-díj (1986), Oscar-díj (1991), Emmy-díj (1996)
- 2000-ben a cannes-i fesztivál zsűritagja volt.
- Van egy pecsétgyűrűje, amelybe PDI van belevésve. Ez az apjáé, Paul Dugan Ironsé volt.
- A Portsmouth FC angol futballcsapat támogatója.[12]

## Filmográfia

### Film
| Év   | Magyar cím                                 | Eredeti cím                        | Szerep                        | Magyar hang                     |
| ---- | ------------------------------------------ | ---------------------------------- | ----------------------------- | ------------------------------- |
| 1980 |                                            | Nijinsky                           | Mikhail Fokine                |                                 |
| 1981 | A francia hadnagy szeretője                | The French Lieutenant's Woman      | Charles Henry Smithson / Mike | Dörner György                   |
| 1981 | A francia hadnagy szeretője                | The French Lieutenant's Woman      | Charles Henry Smithson / Mike | Tarján Péter                    |
| 1982 | A nagy gázsi                               | Moonlighting                       | Nowak                         | Rosta Sándor                    |
| 1982 | A nagy gázsi                               | Moonlighting                       | Nowak                         | Holl Nándor                     |
| 1983 | Csalódás                                   | Betrayal                           | Jerry                         |                                 |
| 1984 | A vadkacsa                                 | The Wild Duck                      | Harold                        | Szakácsi Sándor                 |
| 1984 | Swann szerelme                             | Un amour de Swann                  | Charles Swann                 | Szakácsi Sándor                 |
| 1986 | A misszió                                  | The Mission                        | Gabriel atya                  | Szacsvay László                 |
| 1988 | Két test, egy lélek                        | Dead Ringers                       | Beverly Mantle                | Csankó Zoltán                   |
| 1988 | Két test, egy lélek                        | Dead Ringers                       | Elliot Mantle                 | Rékasi Károly                   |
| 1989 | Kisvárosi komédia                          | A Chorus of Disapproval            | Guy Jones                     | Uri István                      |
| 1989 | Ausztrália                                 | Australia                          | Edouard Pierson               |                                 |
| 1990 | A szerencse forgandó                       | Reversal of Fortune                | Claus von Bülow               | Benedek Miklós                  |
| 1990 | A szerencse forgandó                       | Reversal of Fortune                | Claus von Bülow               | Rosta Sándor                    |
| 1991 | Koldusopera                                | Beggar's Opera                     | rab                           |                                 |
| 1991 | Kafka                                      | Kafka                              | Franz Kafka                   | Kőszegi Ákos                    |
| 1992 | Lápvilág                                   | Waterland                          | Tom Crick                     | Rosta Sándor                    |
| 1992 | Végzet                                     | Damage                             | Dr. Stephen Fleming           | Fodor Tamás                     |
| 1993 | Pillangó úrfi                              | M. Butterfly                       | René Gallimard                | Jantyik Csaba                   |
| 1993 | A kísértetház                              | The House of the Spirits           | Esteban Trueba                | Reviczky Gábor                  |
| 1993 | A kísértetház                              | The House of the Spirits           | Esteban Trueba                | Kőszegi Ákos                    |
| 1994 | Az oroszlánkirály                          | The Lion King                      | Zordon (hangja)               | Kristóf Tibor                   |
| 1995 | Die Hard – Az élet mindig drága            | Die Hard with a Vengeance          | Simon Gruber                  | Szakácsi Sándor                 |
| 1995 | Die Hard – Az élet mindig drága            | Die Hard with a Vengeance          | Simon Gruber                  | Rátóti Zoltán                   |
| 1996 | Lopott szépség                             | Stealing Beauty                    | Alex                          | Szakácsi Sándor                 |
| 1997 | Az utolsó éjszaka Hong Kong-ban            | Chinese Box                        | John                          |                                 |
| 1997 | Lolita                                     | Lolita                             | Humbert Humbert               | Kautzky Armand                  |
| 1998 | A vasálarcos                               | The Man in the Iron Mask           | Aramis / narrátor             | Szakácsi Sándor                 |
| 1999 | Tündérek                                   | Faeries                            | Alakváltó (hangja)            |                                 |
| 2000 | Sárkányok háborúja                         | Dungeons & Dragons                 | Profion                       | Szakácsi Sándor                 |
| 2001 | A negyedik angyal                          | The Fourth Angel                   | Jack Elgin                    | Szakácsi Sándor                 |
| 2002 | Mindörökké Callas                          | Callas Forever                     | Larry Kelly                   | Végvári Tamás                   |
| 2002 | Az időgép                                  | The Time Machine                   | Über-Morlock                  | Szakácsi Sándor                 |
| 2002 |                                            | And Now... Ladies and Gentlemen    | Valentin Valentin             |                                 |
| 2004 | A velencei kalmár                          | The Merchant of Venice             | Antonio                       | Hegedűs D. Géza                 |
| 2004 | Csodálatos Júlia                           | Being Julia                        | Michael Gosselyn              | Szakácsi Sándor                 |
| 2005 | Mennyei királyság                          | Kingdom of Heaven                  | Tiberias                      | Szakácsi Sándor                 |
| 2005 | Casanova                                   | Casanova                           | Pucci püspök                  | Szakácsi Sándor                 |
| 2006 | Inland Empire                              | Inland Empire                      | Kingsley Stewart              | Kőszegi Ákos                    |
| 2006 | Eragon                                     | Eragon                             | Brom                          | Szakácsi Sándor                 |
| 2006 |                                            | Mathilde                           | De Petris ezredes             |                                 |
| 2008 | Appaloosa – A törvényen kívüli város       | Appaloosa                          | Randall Bragg                 | Kőszegi Ákos                    |
| 2009 | A rózsaszín párduc 2.                      | The Pink Panther 2                 | Alonso Avellaneda             | Kőszegi Ákos                    |
| 2011 | Krízispont                                 | Margin Call                        | John Tuld                     | Helyey László                   |
| 2012 | Lopott szavak                              | The Words                          | idős férfi                    | Rosta Sándor                    |
| 2013 | Éjféli gyors Lisszabonba                   | Night Train to Lisbon              | Raimund Gregorius             | Kőszegi Ákos                    |
| 2013 | Lenyűgöző teremtmények                     | Beautiful Creatures                | Macon Ravenwood               | Kőszegi Ákos                    |
| 2015 |                                            | High-Rise                          | Anthony Royal                 |                                 |
| 2015 | Az ember, aki ismerte a végtelent          | The Man Who Knew Infinity          | G. H. Hardy                   | Kőszegi Ákos                    |
| 2016 |                                            | La corrispondenza                  | Ed Phoerum                    |                                 |
| 2016 | Race – A legendák ideje                    | Race                               | Avery Brundage                | Jakab Csaba                     |
| 2016 | Batman Superman ellen – Az igazság hajnala | Batman v Superman: Dawn of Justice | Alfred Pennyworth             | Hirtling István                 |
| 2016 |                                            | Their Finest                       | hadügyminiszter               |                                 |
| 2016 | Assassin’s Creed                           | Assassin's Creed                   | Alan Rikkin                   | Hirtling István                 |
| 2017 |                                            | Birds Like Us                      | Mi (hangja)                   |                                 |
| 2017 | Az Igazság Ligája                          | Justice League                     | Alfred Pennyworth             | Hirtling István                 |
| 2018 | Vörös veréb                                | Red Sparrow                        | Vlagyimir Korcsnoj            | Hirtling István                 |
| 2018 |                                            | Better Start Running               | Garrison                      |                                 |
| 2018 |                                            | An Actor Prepares                  | Atticus Smith                 |                                 |
| 2020 | Szerelmek, esküvők és egyéb katasztrófák   | Love, Weddings & Other Disasters   | Lawrence Phillips             | Hirtling István                 |
| 2021 | München                                    | Munich – The Edge of War           | Neville Chamberlain           | Hegedűs D. Géza                 |
| 2021 | A Gucci-ház                                | House of Gucci                     | Rodolfo Gucci                 | Rosta Sándor                    |
| 2023 | Flash – A Villám                           | The Flash                          | Alfred Pennyworth             | Hirtling István                 |
| 2023 | Volt egyszer egy stúdió                    | Once Upon a Studio                 | Zordon (hangja)               | Kristóf Tibor (archív felvétel) |
| 2024 | A méhész                                   | The Beekeeper                      | Wallace Westwyld              | Reviczky Gábor                  |

Dokumentum- és rövidfilmek
- 1985: The Statue of Liberty – önmaga (hangja) – (dokumentumfilm)
- 1992: The Timekeeper – H. G. Wells – (rövidfilm)
- 1999: Poseidon's Fury: Escape from the Lost City – Poszeidón (hangja) – (rövidfilm)
- 2006: Eye of the Leopard – narrátor – (dokumentumfilm)
- 2011: The Last Lions – narrátor – (dokumentumfilm)
- 2012: Trashed – önmaga – (dokumentumfilm)

### Televízió
| Év        | Magyar cím                               | Eredeti cím                                       | Szerep                          | Megjegyzések                                            |
| --------- | ---------------------------------------- | ------------------------------------------------- | ------------------------------- | ------------------------------------------------------- |
| 1971      |                                          | The Rivals of Sherlock Holmes                     | Nephew George                   | 1 epizód                                                |
| 1974      |                                          | The Pallisers                                     | Frank Tregear                   | minisorozat (6 epizód)                                  |
| 1974      |                                          | Notorious Woman                                   | Liszt Ferenc                    | 2 epizód                                                |
| 1975      |                                          | Churchill's People                                | Samuel Ross                     | 1 epizód                                                |
| 1977      |                                          | Love for Lydia                                    | Alex Sanderson                  | 7 epizód                                                |
| 1978      |                                          | Play of the Week                                  | Otto Beck                       | 1 epizód                                                |
| 1979      |                                          | Play of the Month                                 | Edward Voysey                   | 1 epizód                                                |
| 1981      | Utolsó látogatás                         | Brideshead Revisited                              | Charles Ryder                   | 11 epizód                                               |
| 1983      |                                          | The Captain's Doll                                | Alex Hepworth százados          | tévéfilm                                                |
| 1989      | Danny, a világbajnok                     | Danny the Champion of the World                   | William Smith                   | tévéfilm                                                |
| 1990      | Az amerikai polgárháború története       | The Civil War                                     | több szereplő hangja            | minisorozat (9 epizód)                                  |
| 1991      | Saturday Night Live                      | Saturday Night Live                               | önmaga (házigazda)              | 1 epizód                                                |
| 1992      |                                          | Performance                                       | Odon Von Horvath                | 1 epizód                                                |
| 1996      |                                          | The Great War and the Shaping of the 20th Century | Siegfried Sassoon (hangja)      | minisorozat (3 epizód)                                  |
| 2000      | A hosszúsági fok                         | Longitude                                         | Rupert Gould                    | - tévéfilm - magyar hangja: - Szakácsi Sándor           |
| 2001      | Anna Frank rövid élete                   | Het Korte Leven van Anne Frank                    | narrátor                        | dokumentumfilm                                          |
| 2002      | Az utolsó hívás                          | Last Call                                         | F. Scott Fitzgerald             | - tévéfilm - magyar hangja: - Szakácsi Sándor           |
| 2003      |                                          | Comic Relief 2003: The Big Hair Do                | Perselus Piton                  | különkiadás                                             |
| 2005      | Elizabeth                                | Elizabeth I                                       | Robert Dudley, Leicester grófja | - 2 epizód - magyar hangja: - Kőszegi Ákos              |
| 2008      | A mágia színe                            | The Colour of Magic                               | Havelock Vetinari               | - 2 epizód - magyar hangja: - Rosta Sándor              |
| 2009      |                                          | The Magic 7                                       | Thraxx (hangja)                 | tévéfilm                                                |
| 2009      |                                          | Georgia O'Keeffe                                  | Alfred Stieglitz                | tévéfilm                                                |
| 2010      |                                          | Arena                                             | több szereplő                   | 1 epizód                                                |
| 2011      | Esküdt ellenségek: Különleges ügyosztály | Law & Order: Special Victims Unit                 | Dr. Cap Jackson                 | 2 epizód                                                |
| 2011–2013 | Borgiák                                  | The Borgias                                       | Rodrigo Borgia                  | - főszereplő (29 epizód) - magyar hangja: - Kulka János |
| 2012      | A Simpson család                         | The Simpsons                                      | Bar Rag (hangja)                | 1 epizód                                                |
| 2012      | Hollow Crown – Koronák harca             | Hollow Crown                                      | IV. Henrik                      | 2 epizód                                                |
| 2013      |                                          | Life on Fire                                      | narrátor (hangja)               | 6 epizód                                                |
| 2019      | Watchmen                                 | Watchmen                                          | Adrian Veidt                    | 8 epizód                                                |
| 2021      |                                          | Napoleon – In the Name of Art                     | narrátor                        | dokumentumfilm                                          |
| 2021      |                                          | The Emirates from Above                           | narrátor                        | dokumentumfilm                                          |
| 2022      | A pentavirátus                           | The Pentaverate                                   | narrátor                        | - 6 epizód - magyar hangja: - Rosta Sándor              |

## Fontosabb díjak és jelölések
- díj: César-díj (2002) – Tiszteletbeli César
- díj: Európai Filmdíj (1998) – Életműdíj
- díj: Emmy-díj (1997) – Legjobb alámondásos hang – The Great War and the Shaping of the 20th Century
- díj: Pusan Nemzetközi Filmfesztivál (1997) – Különdíj
- díj: San Sebastián-i Nemzetközi Filmfesztivál (1997) – Donostia Életműdíj
- díj: Giffoni Filmfesztivál (1990) – François Fruffaut-díj

## Fordítás
- Ez a szócikk részben vagy egészben  a   Jeremy_Irons című angol Wikipédia-szócikk fordításán alapul.  Az eredeti cikk szerkesztőit annak laptörténete sorolja fel. Ez a jelzés csupán a megfogalmazás eredetét és a szerzői jogokat jelzi, nem szolgál a cikkben szereplő információk forrásmegjelöléseként.